# Daniel McDevitt
Daniel "Dan" McDevitt (19 de octubre de 1973) más conocido por nombre de Corporal Punishment, es un semirretirado luchador profesional estadounidense, entrenador y promotor.

## En lucha
- Movimientos finales

- - Corporal Bomb[3]

- Managers
  - "Stud" Lee Osborne
  - Tommy Fierro
  - Judd The Stud

- Luchadores dirigidos
  - Lita
  - Mickie James
  - Orlando Jordan
  - Calvin Raines

## Campeonatos y logros
- House of Pain Wrestling Federation / National Wrestling League
  - NWL Heavyweight Championship (1 vez)[4]

- Maryland Championship Wrestling
  - Most Hated Wrestler of the Year (2000)[3]

- Mid-Eastern Wrestling Federation
  - MEWF Heavyweight Championship (3 veces)[5][6]
  - MEWF Mid-Atlantic Championship (2 veces)[5][7]
  - MEWF Tag Team Championship (3 veces) – con Road Warrior Hawk, Axl Rotten and Mark Shrader[8][5]

- Pro Wrestling Illustrated
  - Situado en el puesto #283 de los PWI 500 en 2001
  - Situado en el puesto #278 de los PWI 500 en 2000
  - Situado en el puesto #272 de los PWI 500 en 1999
  - Situado en el puesto #319 de los PWI 500 en 1998
  - Situado en el puesto #327 de los PWI 500 en 1997
  - Situado en el puesto #374 de los PWI 500 en 1996

- Unified Championship Wrestling
  - UCW Heavyweight Championship (1 vez)[5]

## Para leer más
- Joey Matthews (Performer) (15 de mayo de 2003). Shoot with Joey Matthews (DVD). United States: RF Video. Archivado desde el original el 26 de febrero de 2012. Consultado el 17 de abril de 2012.
- Raven (Performer) (15 de mayo de 2003). On the Road with Raven (DVD). United States: RF Video. Archivado desde el original el 14 de noviembre de 2011. Consultado el 17 de abril de 2012.
- Farhi, Paul (27 de agosto de 2000). «Dreams Of Gory; Minor League Wrestling Is Just Like the Big Time, Without the Dignity». The Washington Post.
- «Wrestling, all pumped up The violent, adult themes of today's pro wrestling are a far cry from the cartoonish characters of the 1980s. Should parents let their kids watch?». York Daily Record. 23 de julio de 2001.